# Adam Brzeziński
Adam Brzeziński, död efter 1797, var en polsk balettdansör. Han tillhörde de första av Polens inhemska yrkesdansörer. Han spelade en pionjäroll inom den polska baletten och var en ledande aktör inom den första inhemska polska baletten Hans Majestäts Nationaldansare. 

## Biografi
Brzeziński tillhörde greve Antoni Tyzenhauz livegna och Tyzenhaus placerades honom i hans privata balettskola, som låg på hans egendom i Grodno och Postawy. År 1785  testamenterades han till kungen tillsammans med hela baletten. Han var sedan engagerad vid kungliga baletten Hans Majestäts Nationaldansare i Nationalteatern, Warszawa.
Den 24 september 1785 uppträdde han vid invigningsföreställningen på Teatr Narodowy i Warszawa i baletten Hylas i Sylwia. När kungliga baletten upplöstes 1794 hade han uppträtt i över 100 baletter, bland annat i roller som Parmenon i Samniternas äktenskap (1788), en av ministrarna  i Drottning Wanda  (1788) och Octavian i Kleopatra (1791). Brzeziński uppträdde också med truppen på kungliga teatrar i Łazienki och den 24 november 1785 uppträdde han på slottet i baletten Lucas et Colinette. Vidare uppträdde han troligen i Łowicz under kungens besök hos M. Poniatowski den 27 september 1785. Kungen aktade honom högt; han mottog gåvor av kungen flera gånger, och kungen stod även för kostnaderna för hans rättstvist med cellisten Korschmid 1789.
Efter Kościuszkoupprorets nederlag uppträdde Brzeziński troligen vid det balettevenemang som anordnades i slutet av 1794. I januari 1795 sändes han med några kolleger (inklusive J. Chmielewski, M. Chwaliński och M. Rymiński) till Vilnius genom en rekommendation av N. Repnin. Sommaren 1795 vistades han i Grodno vid Stanisław Augusts hov. Han, tillsammans med S. Holnicki och J. Waliński, fick uppdraget av sina kollegor att försöka få sina löner utbetalda, vilket misslyckades eftersom  kungen inte hade några pengar.
Från september 1795 uppträdde han på  Warszawas teater i det sällskap som leddes av B. Tuczempski och T. Truskolaski. Detta i balettkompaniet som leddes av S. Holnicki. Sommaren 1797 deltog han troligen i Truskolaski-ensemblens uppträdanden i Gdańsk. Den 1 september 1797 undertecknade han, tillsammans med andra tidigare kungliga balettdansare, ett brev till kommissionen som handlade om Stanisław Augusts skulder, och bad om betalning av förfallna löner.